# 군산 선유도 망주봉 일원
군산 선유도 망주봉 일원(群山 仙遊島 望主峰 一圓)은 대한민국 전북특별자치도 군산시 옥도면 선유도리에 있다. 2018년 2월 5일 국가지정문화재(명승) 지정 예고 절차를 거쳐 2018년 6월 4일 대한민국의 명승 제113호로 지정되었다.

## 개요
「군산 선유도 망주봉 일원」은 군산 앞바다의 총 63개의 크고 작은 섬(유인도 16개, 무인도 47개)을 고군산군도라 하는데 그 중 가장 아름다워 신선이 놀았다하여 부르게 된 선유도(舊 군산도)에 자리한다. 망주봉은 옛날 억울하게 유배된 한 충신이 북쪽을 바라보며 임금을 그리워했다는 유래가 유명하며, 하늘과 바다가 모두 붉은 색조로 변하는 ‘선유낙조’를 볼 수 있는 탁월한 장소이기도 하다. 망주봉에서 바라본 선유낙조는 서해의 낙조기관(落照奇觀) 중 으뜸이며, 360도 사방의 조망지점을 갖고 있어 여타의 명소와는 차별화되는 독보적인 가치가 있다.
2001년 문화재청의「명승자원조사보고서 전라북도편」에 따르면 선유도는 선유8경이 있으며 망주봉에서 6경을 모두 감상할 수 있다. 망주봉과 마주하는 솔섬에서는 많은 비가 내리면 망주봉 정상에서 암벽을 타고 흐르는 폭포의 절경을 바라볼 수 있어 경관적 보존가치가 높은 곳이다. 또한 송나라 사신으로 고려에 왔던 서긍이 편찬한「선화봉사 고려도경」에 따르면 망주봉에는 바다신에게 제사를 지내던 오룡묘(군산시 향토문화유산 제19호)가 있고, 송나라 사신을 영접하던 숭산행궁(객관)군산 선유도 고려유적(전라북도 기념물 제135호, 지정 2017.4.7.)과 군산정(정자), 자복사(사찰)의 터가 남아 있어 역사적 보존가치 또한 높다.

## 참고 자료
- 군산 선유도 망주봉 일원 - 국가유산청 국가유산포털